# Alberto Onaindía Zuloaga
Alberto Onaindía Zuloaga (Markina-Xemein, 30 de novembre de 1902 – Donibane Lohitzune, 18 de juliol del 1988) fou un religiós i polític basc.

## Biografia

### Els anys de formació
Estudià als Jesuïtes de Durango i al Seminari de Vitòria, ordenant-se sacerdot a Roma. Va treballar com a mestre al seminari de Saturraran fins que el 1929 fou nomenat canonge de Valladolid, on hi va conèixer Onésimo Redondo. Tanmateix, el seu bisbat l'envia a Areeta (Getxo), on es dedica a l'activisme social i a la creació d'escoles nocturnes, Allí va fer amistat amb el futur lehendakari José Antonio Aguirre Lekube, l'escriptor Aitzol i el sacerdot i sindicalista d'ELA-STV Policarpo Larrañaga Aranguren. Aquests l'engrescaren a ingressar al sindicat i a participar en la creació de l'Asociación Vasca de Acción Social Cristiana (AVASC), que tenia la finalitat de formar quadres sindicals per a ELA i el PNB.
Durant la Segona República Espanyola va escriure a la secció laboral i política del diari Euzkadi, òrgan del Partit Nacionalista Basc, amb el pseudònim Egizale, atacant el socialisme i defensant la participació dels treballadors en els beneficis empresarials. Tot i això, va donar suport la revolució espanyola de 1934 i el 1935 abandonà l'AVASC, a la que acusà d'estar manipulada per la patronal.

### Actuació durant la guerra
Uns mesos després d'esclatar la guerra civil espanyola, el setembre de 1936, participà en una reunió a Lekeitio de membres del PNB per eximinar una proposta de pau amb representants d'Emilio Mola, que fou rebutjada. Poc després fou nomenat adscrit a la presidència del nou Govern d'Euzkadi i dirigí els seus esforços a justificar el posicionament a favor de la causa republicana per part del PNB davant el Vaticà, cosa que l'enemistà amb els bisbes Mateo Múgica i Marcelino Olaechea. Les tropes franquistes afusellaren el seu amic Aitzol i al seu germà Celestino.
El 23 d'octubre de 1936, amb ajut del lehendakari Aguirre i dels dirigents nacionalistes Juan de Ajuriaguerra Ochandiano, Manuel Robles Aranguiz, Doroteo Ciáurriz Aguinaga i Julio Jáuregui Lasanta va redactar un informe a la Santa Seu on defensa la posició prorepublicana del PNB a causa de la decidida actitud antinacionalista del bàndol franquista. També ajudà a passar a territori franquista al bisbe de Vitòria Javier Laucirica.
El 26 d'abril de 1937 va presenciar el bombardeig de Gernika, i fou encarregat pel govern basc de difondre-ho a nivell internacional i dirigir les negociacions d'intercanvi de presoners. Entre l'11 de maig i el 18 d'agost va mantenir converses a Donibane Lohitzune i Biàrritz amb representants de les forces militars italianes i el juliol a Roma amb el comte Galeazzo Ciano que van tenir com a fruit el Pacte de Santoña pel qual l'Eusko Gudarostea es rendí a les forces italianes a canvi de garanties per als presoners. Poc després marxà cap a París, d'on ja no tornaria.

### Els anys d'exili
Va viure a París fins que el juny de 1940 fou ocupat per les tropes del Tercer Reich. Aleshores marxà a Londres, on va fer retransmissions radiofòniques per a la BBC de 1941 a 1956 amb els pseudònims James Masterson i Doctor Olaso. També va fundar la revista nacionalista basca Anaiak, on reproduirà la carta Imperativos de mi conciencia del bisbe Mateo Múgica.
El 1954 acompanyà Xabier Landaburu a una gira per Amèrica del Sud. Van visitar Uruguai, on s'entrevistaren amb el president Luis Batlle Berres i va fer una conferència a la Universitat de Montevideo. El 1967 va mantenir enfrontaments amb l'Euskadi Buru Batzar del PNB per la seva intenció de publicar la seva documentació sobre el Pacte de Santoña, que no publicarà fins al 1983. Malgrat que després de la Transició espanyola es restablí el Govern Basc amb majoria del PNB no abandonà el seu exili.

## Obres
- Hombre de paz en la guerra (1973)
- Experiencias del exilio (1973)
- El pacto de Santoña (1983)